# Grundmühle (Grimma)

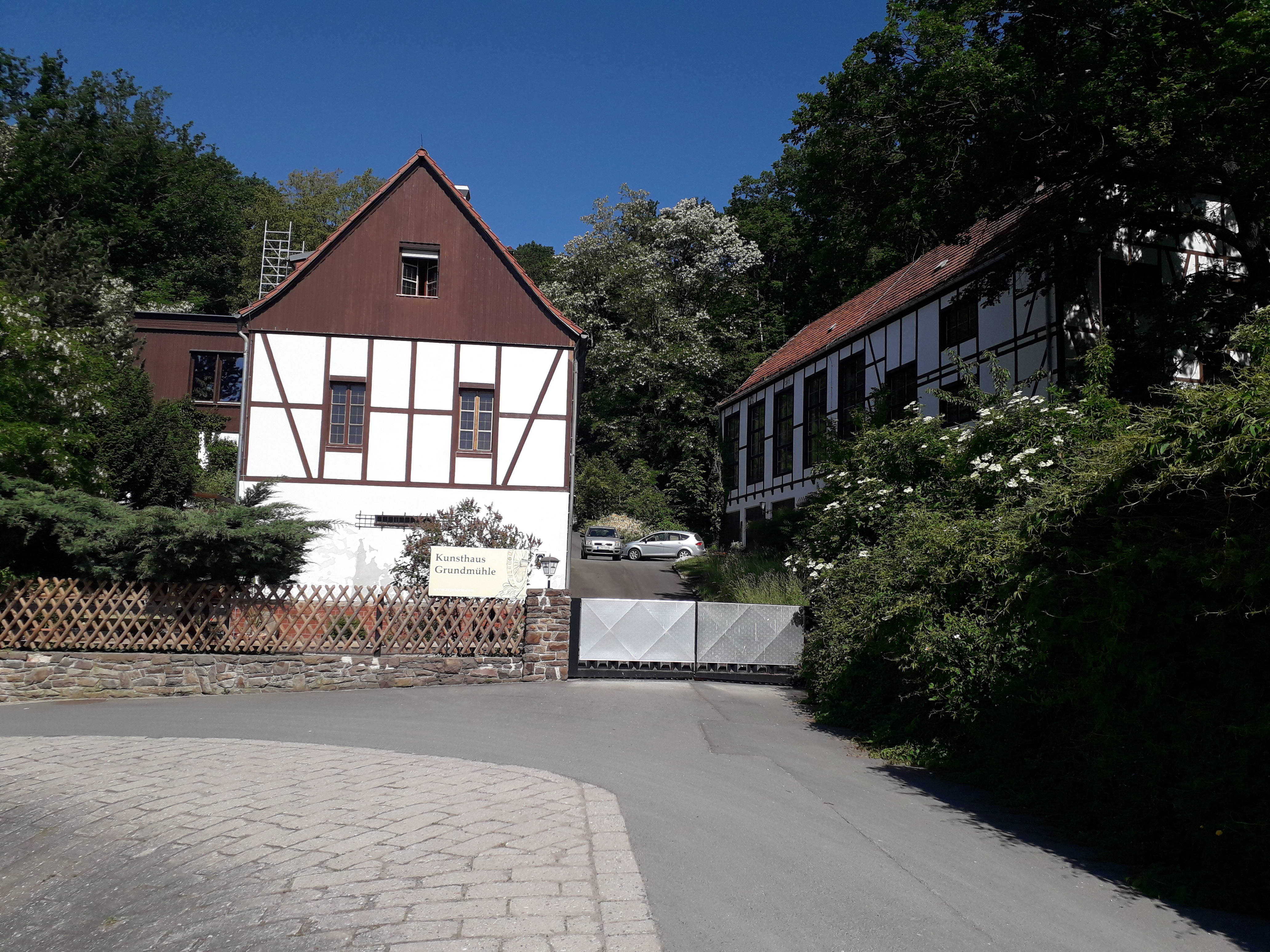
Grundmühle in Grimma

Die Grundmühle (Teichmühle) in Grimma wurde 1723 erstmals erwähnt. Die Teiche und das drei Meter große oberschlächtige Wasserrad kann man besichtigen. Es wurde als Gaststättenbetrieb genutzt. Inzwischen gibt es keinen Gaststättenbetrieb mehr, sondern die Gebäude dienen als Künstlerwohnungen und Ateliers. Es heißt heute dementsprechend Kunsthaus Grundmühle. Es sind eigentlich zwei Gebäude. Die erwähnten Teiche im Waldbereich im Osten des Seumeparks mit Verbindung zur Grundmühle werde durch die Seume-Quelle (1980er Jahre neu gestaltet, Platte und Naturstein historisch), eingelassener Inschriftenstein „Hermanns/Quell“ (neu gefasst), bezeichnet 1832.
Die unweit der Mulde befindliche Grundmühle steht nicht  explizit auf der Liste der Kulturdenkmale in Grimma (A–La), ist dort aber im Zusammenhang mit dem Seumepark erwähnt. In Grimma gibt es einen nach der ehemaligen Mühle benannten Grundmühlenweg.